# ヒロハユキザサ
ヒロハユキザサ（広葉雪笹、学名：Maianthemum yesoense ）は、ユリ科の多年草。別名はヒロハノユキザサ、ミドリユキザサ。
APG植物分類体系では、ユリ目ユリ科からキジカクシ目キジカクシ科に分類される。また、属としては、旧ユキザサ属（ユキザサぞく、学名：Smilacina、漢字表記：雪笹属）に属していたが、旧ユキザサ属はマイヅルソウ属に含められた。

## 特徴
地下に肉質で肥厚した根茎があり、横に這う。同属のヤマトユキザサに似るが、全体に無毛で、あってもまばらに生える。茎には隆起する2条線があり、高さは45-70cmになり、上部で斜上する。葉は茎の上部に7-11個互生し、葉身は長さ7-20cm、幅2.5-8cmになる長楕円形または卵状楕円形で、ヤマトユキザサと比べると葉の縁は波打たない。葉の表面は無毛で、裏面の脈上に短毛が生える。
花期は7-8月。茎先に花序をつけ、小さい花を多数つける。雌雄異株で、雄株の花序は円錐花序に、雌株の花序は総状花序となる。花被片は緑色で6個あり、長さは約3mmになり、雌花の花被片は果実期にも宿存しやや紫褐色に変わる。雄蕊は6個あり、長さは花被片の約半分。雌花の雌蕊の花柱はほとんど無く、柱頭は3深裂して裂片は大きく反り返る。果実は球形の液果で、赤く熟す。

## 分布と生育環境
日本固有種で、本州の東北地方から中部地方に分布し、亜高山帯針葉樹林の林床に生育する。

## ミドリユキザサ
本種の別名は、ミドリユキザサともいうが、ヤマトユキザサの別名もミドリユキザサという場合がある。
1927年（昭和2年）に中井猛之進が長野県の徳本峠の島々谷川側でユキザサ属の一標本を採集し、1928年（昭和3年）に Smilacina viridiflora Nakai (1928) として新種記載された。種小名の viridiflora は、「緑色の花の」の意味であるが、図鑑やYListでは Smilacina viridiflora の和名を「ヤマトユキザサ」とし、「ミドリユキザサ」は別名としている。

## シノニム
- Smilacina yesoensis Franch. et Sav.[10]

## ギャラリー
- 葉の表面は無毛。縁は波打たない。福島県燧ヶ岳
- 雄花序。
山形県西吾妻山
- 雌花序。
秋田県秋田駒ヶ岳
- 葉裏の脈上に短毛が生える。
福島県会津駒ヶ岳